# Приключения мультяшек: Как я провёл каникулы
«Приключения мультяшек: Как я провёл каникулы» (англ. «Tiny Toon Adventures: How I Spent My Vacation») — полнометражный мультфильм с участием персонажей мультсериала «Приключения мультяшек». В России в 1990-е распространялся на пиратских VHS в переводе Алексея Михалёва.

## Сюжет
Ученики Мультуниверситета проводят летние каникулы в своём неповторимом стиле. Бастер и Бэбс вместе с бассетом Байроном отправляются в опасное путешествие по реке на обычном деревянном столе, предварительно устроив наводнение в Акме Эйкрс. Хэмтон со своей семьёй и с Плаки устроили трёхмесячную автомобильную поездку в парк аттракционов, где пробыли всего пять минут, зато познакомились по дороге с «очень милым» маньяком-убийцей в хоккейной маске и с бензопилой (пародия на слэшер «Пятница, 13-е»). Элмайра отправилась в джунгли Африки с целью найти себе новых домашних животных. А Фифи бросилась завоёвывать сердце своего кумира, эгоистичной кинозвезды Джонни Ле Пью. Каникулы получились просто незабываемые!

## Особенности перевода
Некоторые имена были изменены переводчиками. Например:
- Бэбс Банни (Babs Bunny) — Бетс Кролик
- Плаки Дак (Plucky Duck) — Утёнок Дука (версия Антона Алексеева) / Утя (Алексей Михалев)

## Интересные факты
- Музыкальная сцена с Бастером и опоссумом с банджо — отсылка к фильму «Избавление»